# آر بروس إليوت
آر بروس إليوت (بالإنجليزية: R. Bruce Elliott)‏ مواليد 3 سبتمبر 1953 في رينتون، الولايات المتحدة، هو ممثل ومؤدي أصوات ومخرج أمريكي بدأ مسيرته الفنية سنة 2003.

## الأعمال
- المحقق كونان
- الخيميائي الفولاذي
- دراغون بول زد: الثنائي الخطير! المحاربون الخارقون لا يستريحون
- باكي الخطاف
- لوبين الثالث
- ساموراي 7
- سبيد غرافر
- باسيليسك
- كرايون شين-تشان
- ون بيس
- الصياد
- بيك
- موشيشي
- سكول رمبل
- أسطول الزجاج
- إيفانجيليون: 1.0 أنت (لست) وحيدا
- نادي مضيفي ثانوية أوران
- الملازم كيرو
- روميو و جولييت
- تابل وذئب

## روابط خارجية
- آر بروس إليوت على موقع IMDb (الإنجليزية)
- آر بروس إليوت على موقع قاعدة بيانات الفيلم (الإنجليزية)
- آر بروس إليوت على موقع ANN person (الإنجليزية)